# Криобиология
Криобиоло́гия (от др.-греч. κρύος — «холод», βίος — «жизнь» и λόγος — «учение») — раздел биологии, предметом изучения которого является воздействие низких температур на различные биологические процессы, отдельные части живых организмов либо организмы в целом.

## История
В 1662 год у Роберт Бойль, ирландский философ и ученый, публикует закон Бойля, описывающий обратную зависимость между давлением и объемом газа при постоянной температуре, что имеет значение для понимания поведения клеток при криоконсервации.
В 1677 году было изобретено устройство, необходимое для понимания биологии на клеточном уровне – микроскоп Антони ван Левенгука, с помощью которого он наблюдал "анималькулей" в семенной жидкости. Лаззаро Спалланцани в 1776 году, используя микроскоп Левенгука, описал анималькулей в сперме различных животных и впервые задокументировал их реакцию на разные температуры, отметив выживаемость при низких температурах.  В 1779 году Карл Шееле открыл глицерин, имеющий большое значение для криобиологии, фармацевтики и пищевой промышленности.
В 1840 году Дж. Л. Превост и Дж.Б. Дюма независимо друг от друга обнаружили, что сперматозоиды образуются в семенниках, опровергнув теорию о паразитах, и показали, что для оплодотворения необходимы обе гаметы. Паоло Мантегацца в 1866 году предсказал будущее существование банков спермы и возможность искусственного оплодотворения замороженной спермой. В 1878 году Самуэль Леопольд Шенк проводит первую попытку ЭКО с яйцеклетками млекопитающих, работая с яйцеклетками кролика и морской свинки.
В 1930 год у Уолтон и Хаммонд публикуют исследования о хранении спермы кролика при 0°C и 10°C, демонстрируя сохранение фертильности спермы при 10°C более 100 часов и предвидя использование авиаперевозок для транспортировки спермы. В 1938 год у Базиль Люйе и Юджин Ходапп публикуют результаты экспериментов по витрификации спермы лягушки в жидком воздухе, демонстрируя защитный эффект дегидратации с помощью сахарозы перед заморозкой. В 1945 году Алан Паркс демонстрирует, что большие объемы человеческой спермы, замороженные в ампулах, имеют лучшую морозостойкость, чем меньшие количества, и что медленное замораживание менее вредно для клеток, чем быстрое.
В 1949 году Кристофер Полдж, Одри Смит и Алан Паркс случайно открывают криопротекторные свойства глицерина при замораживании спермы петуха, что стало поворотным моментом в криобиологии, положив начало новой эре в сохранении клеток при низких температурах, однако сперма мыши изначально не поддавалась заморозке. 
В 1950-е годы использование глицерина исследуется для криоконсервации ооцитов мыши, овцы и оплодотворенных ооцитов кролика, но с ограниченным успехом. В 1953 год — первое рождение ребенка после использования криоконсервированной спермы человека. В 1954 год у Шерман и Бундж сообщают о первом случае использования замороженной/размороженной спермы умершего человека для оплодотворения его жены. 
В 1960-х годах были проведены исследования по физиологии движения воды в клетках и затвердевания жидкости при низких температурах, заложившие фундамент для будущей криобиологии. Параллельно развивалась витрификация, предложенная Базиль Люйе в 1937, и в 1985 году  был разработан метод бескристаллической криоконсервации эмбрионов мыши. Конец 1960-х - начало 1970-х годов: Питер Мазур устанавливает механизм повреждения клеток при замораживании из-за образования кристаллов льда и определяет оптимальные скорости замораживания и оттаивания для разных типов клеток.
В 1972 году Д. Уиттингем, С. Лейбо и П. Мазур добиваются первой успешной криоконсервации эмбрионов мыши методом медленного замораживания В 1977 году Уиттингем применяет метод медленного замораживания с диметилсульфоксидом (DMSO) для криоконсервации зрелых ооцитов мыши, добиваясь хорошей выживаемости, нормального оплодотворения и рождения живого потомства.
В 1985 году разработан метод бескристаллической криоконсервации (витрификации) эмбрионов мыши с использованием криопротекторного раствора, способного достигать стеклообразного состояния. В 1986 году Чен сообщает о первой беременности и рождении близнецов после медленного замораживания/быстрого оттаивания ооцитов человека с использованием DMSO . 
В 1993 году в больнице Royal Women's Hospital в Мельбурне открыт первый в мире банк яйцеклеток. В 1997 году первый ребенок рождается после криоконсервации ооцитов с использованием метода PROH . В 1999 году сообщается о первой беременности и рождении ребенка после витрификации ооцитов.
2008 году широкое распространение витрификации ооцитов в связи с демонстрацией результатов, сравнимых с результатами использования свежих ооцитов.
Настоящее время: криоконсервация ооцитов стала рутинной процедурой в программах донорства ооцитов и сохранения фертильности, с более чем 900 рожденными детьми и результатами, аналогичными результатам ЭКО со свежими ооцитами.

## Направления исследований

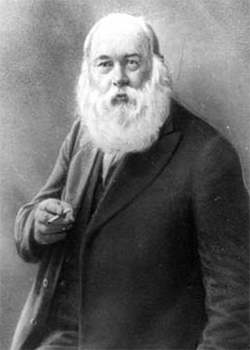
П. И. Бахметьев, один из основоположников криобиологии

Научные основы криобиологии были заложены в конце XIX века П. И. Бахметьевым (1860—1913) — выдающимся русским учёным, изучавшим переохлаждение и анабиоз у насекомых и летучих мышей. Большой вклад в криобиологию внесли французский физиолог растений П. Беккерель(1879—1955) и австрийский учёный Г. Рам, которые установили, что многие микроорганизмы, беспозвоночные животные (например, тихоходки), а также споры и семена растений могут переносить охлаждение, близкое к абсолютному нулю. Также ими было показано, что и некоторые растения и высокоорганизованные животные (например, гусеницы) могут пережить такое охлаждение.
Одной из задач современной криобиологии является изучение устойчивости микроорганизмов, растений и животных (как в целом, так и отдельных клеток, тканей и органов) к воздействию холода, переохлаждению и замерзанию (в частности — вопросы холодостойкости и морозостойкости растений) и разработка методов их защиты и адаптации (в том числе разработку методов закаливания растений).

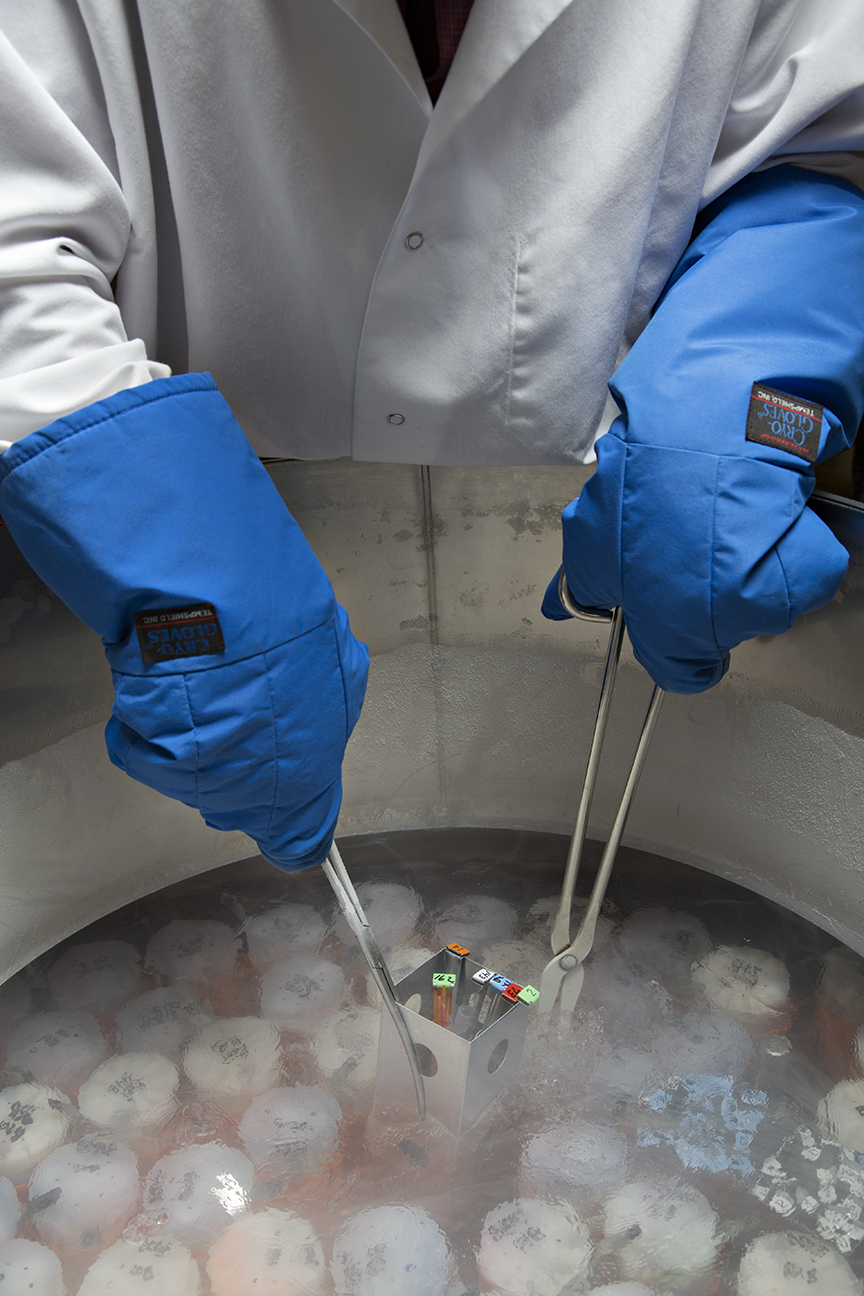
Генетический материал домашних животных, хранящийся в жидком азоте в генном банке Министерства сельского хозяйства США

Другие задачи криобиологии связаны с изучением механизмов спячки и анабиоза, установлением минимальных температур, при которых может существовать жизнь, а также разработкой методов криоконсервации клеток, тканей, гамет и эмбрионов животного и человеческого происхождения для длительного сохранения в медицинских целях (для этих целей требуются специальные вещества, защищающие клетки во время замораживания и размораживания, — криопротекторы). Среди других задач — сохранение органов в гипотермических условиях для трансплантации, лиофилизация фармацевтических препаратов.
Одним из перспективных направлений в криобиологии является криохирургия — отрасль медицины, основным метод лечения в которой является низкотемпературное воздействие на очаги болезни. Глубоко охлаждённые участки патологически изменённых тканей человеческого организма (например, злокачественные опухоли) подвергаются разрушению — криогенной деструкции.
На практике, в рамках криобиологии занимаются исследованиями биологических объектов или систем при температурах ниже нормальных. Температурный рабочий диапазон в криобиологии начинается от умеренно низких (близких к 0 °C) и заканчивается температурами, близкими к абсолютному нулю.
Проблемам криобиологии посвящены специальные журналы, регулярно организуются международные симпозиумы и конференции криобиологов. Результаты криобиологических исследований находят своё применение в решении задач по длительному сохранению растений, клеточных культур, эмбрионов при ЭКО, икры редких рыб и т. п.

## Научные журналы
В области криобиологии существуют следующие основные научные журналы: 
- Cryobiology (издательство Elsevier) - ведущее издание, публикующее около 60 рецензируемых статей ежегодно по низкотемпературной биологии и медицине;
- Cryo Letters - независимый британский журнал быстрой коммуникации о влиянии низких температур на биофизические и биологические процессы;
- Biopreservation and Biobanking (ранее "Cell Preservation Technology") - ежеквартальный рецензируемый журнал издательства Mary Ann Liebert, Inc., посвященный технологиям сохранения биоматериалов;
- Problems of Cryobiology and Cryomedicine (ранее "Kriobiologiya" и "Problems of Cryobiology") - издание Института проблем криобиологии и криомедицины, охватывающее все аспекты низкотемпературной биологии, медицины и инженерии.